# Divize D 2002/2003
V soubojích 38. ročníku Moravskoslezské divize D 2002/03 (jedna ze skupin 4. fotbalové ligy) se utkalo 16 týmů každý s každým dvoukolovým systémem podzim–jaro. Tento ročník odstartoval v sobotu 10. srpna 2002 a skončil v sobotu 21. června 2003.

## Nové týmy v sezoně 2002/03
- Ze II. ligy 2001/02 sestoupilo do Divize D mužstvo FK Baník Ratíškovice.
- Z Divize E 2001/02 přešla mužstva FK Autodemont Horka nad Moravou a SK Lipová.
- Z Jihomoravského župního přeboru 2001/02 postoupilo vítězné mužstvo SK Rostex Vyškov a FC Vysočina Jihlava „B“ (2. místo).
- Ze Středomoravského župního přeboru 2001/02 postoupilo vítězné mužstvo FC Morkovice.

## Kluby podle krajů
- Zlínský (7): TJ FS Napajedla, SK Spartak Hulín, FC Morkovice, FC Elseremo Brumov, FC TVD Slavičín, TJ Dolní Němčí, FC Slušovice.
- Jihomoravský (5): FC Dosta Bystrc-Kníničky, FK Mutěnice, SK Rostex Vyškov, TJ Slovan Břeclav, FK Baník Ratíškovice.
- Olomoucký (2): SK Lipová, FK Autodemont Horka nad Moravou.
- Vysočina (2): HFK Třebíč, FC Vysočina Jihlava „B“.

## Konečná tabulka
Zdroj: 
| Poř. | Tým                             | Z  | V  | R  | P  | VG | OG | B  |
| ---- | ------------------------------- | -- | -- | -- | -- | -- | -- | -- |
| 1.   | FC Dosta Bystrc-Kníničky        | 30 | 22 | 4  | 4  | 65 | 29 | 70 |
| 2.   | HFK Třebíč                      | 30 | 21 | 3  | 6  | 73 | 24 | 66 |
| 3.   | SK Lipová                       | 30 | 16 | 7  | 7  | 49 | 30 | 55 |
| 4.   | FK Mutěnice                     | 30 | 16 | 3  | 11 | 58 | 33 | 51 |
| 5.   | TJ FS Napajedla                 | 30 | 15 | 5  | 10 | 43 | 47 | 50 |
| 6.   | SK Rostex Vyškov (N)            | 30 | 14 | 7  | 9  | 55 | 42 | 49 |
| 7.   | SK VTJ Spartak Hulín            | 30 | 14 | 6  | 10 | 48 | 38 | 48 |
| 8.   | FC Vysočina Jihlava „B“ (N)     | 30 | 15 | 2  | 13 | 61 | 40 | 47 |
| 9.   | FK Autodemont Horka nad Moravou | 30 | 14 | 2  | 14 | 39 | 37 | 44 |
| 10.  | FC Morkovice (N)                | 30 | 12 | 4  | 14 | 47 | 54 | 40 |
| 11.  | TJ Slovan Břeclav               | 30 | 8  | 10 | 12 | 26 | 40 | 34 |
| 12.  | FC Elseremo Brumov              | 30 | 8  | 9  | 13 | 37 | 46 | 33 |
| 13.  | FC TVD Slavičín                 | 30 | 10 | 3  | 17 | 38 | 65 | 33 |
| 14.  | TJ Dolní Němčí                  | 30 | 6  | 6  | 18 | 36 | 65 | 24 |
| 15.  | FK Baník Ratíškovice (S)        | 30 | 4  | 8  | 18 | 20 | 61 | 20 |
| 16.  | FC Slušovice                    | 30 | 4  | 3  | 23 | 26 | 70 | 15 |

Poznámky:
- Z = Odehrané zápasy; V = Vítězství; R = Remízy; P = Prohry; VG = Vstřelené góly; OG = Obdržené góly; B = Body; (S) = Mužstvo sestoupivší z vyšší soutěže; (N) = Mužstvo postoupivší z nižší soutěže (nováček)
- O pořadí na 12. a 13. místě rozhodla bilance vzájemných zápasů: Brumov - Slavičín 2:0, Slavičín - Brumov 0:0[2]

|  | Postup do MSFL 2003/04                         |
|  | Sestup do Přeboru Jihomoravského kraje 2003/04 |
|  | Sestup do Přeboru Zlínského kraje 2003/04      |